# Fluoro-Edenit
|  | Dieser Artikel wurde aufgrund von formalen Mängeln an Gestaltung bzw. Form und/oder inhaltlichen Mängeln auf der Qualitätssicherungsseite des WikiProjekts Minerale eingetragen. Dies geschieht, um die Qualität der Artikel aus dem Themengebiet Mineralogie auf ein akzeptables Niveau zu bringen. Dabei kann es auch vorkommen, dass Artikel gelöscht werden, die sich nicht signifikant verbessern lassen (siehe dazu auch Wikipedia:Was Wikipedia nicht ist). Sei mutig und hilf mit, die inhaltlichen Mängel dieses Artikels zu beseitigen. |

Fluoro-Edenit (auch Fluoredenit, Fluoroedenit; IMA-Symbol Fled) ist ein selten vorkommendes Mineral aus der Mineralklasse der „Silikate und Germanate“ mit der chemischen Zusammensetzung NaCa2Mg5(Si7Al)O22F2 und damit chemisch gesehen ein Natrium-Calcium-Magnesium-Silikat mit zusätzlichen Fluorid-Ionen. Strukturell zählt Fluoro-Edenit zu den Ketten- und Bandsilikaten.
Fluoro-Edenit kristallisiert im monoklinen Kristallsystem und entwickelt prismatische bis nadelförmige Kristalle bis etwa 2 mm Länge, die häufig in parallelen Bündeln zusammentreten. Ebenso häufig kommt Fluoro-Edenit in Form von faserigen Aggregaten vor. Aufgrund seiner Eigenschaft, feine Fasern zu bilden, zählt Fluoro-Edenit auch zu den Asbesten.

## Klassifikation
Da der Fluoro-Edenit erst 1994 als eigenständiges Mineral anerkannt wurde, ist er in der seit 1977 veralteten 8. Auflage der Mineralsystematik nach Strunz noch nicht verzeichnet.
Im zuletzt 2018 überarbeiteten und aktualisierten Lapis-Mineralienverzeichnis nach Stefan Weiß, das sich im Aufbau noch nach dieser alten Form der Systematik von Karl Hugo Strunz richtet, erhielt das Mineral die System- und Mineral-Nr. VIII/F.10-092. In der „Lapis-Systematik“ entspricht dies der Klasse der „Silikate“ und dort der Abteilung „Ketten- und Bandsilikate“, wo Fluoro-Edenit zusammen mit Aktinolith, Chromio-Pargasit, Edenit, Ferri-Kaersutit, Ferro-Aktinolith, Ferro-Edenit, Ferro-Ferri-Hornblende, Ferro-Hornblende, Ferro-Kaersutit, Ferro-Pargasit, Ferro-Tschermakit, Fluoro-Cannilloit, Fluoro-Pargasit, Fluoro-Tremolit, Hastingsit, Kaersutit, Kalium-Chloro-Hastingsit, Kalium-Chloro-Pargasit, Kalium-Ferro-Ferri-Sadanagait, Kalium-Ferro-Pargasit, Kalium-Fluoro-Hastingsit, Kalium-Fluoro-Pargasit, Kalium-Hastingsit, Kalium-Magnesio-Hastingsit, Kalium-Pargasit, Kalium-Sadanagait, Magnesio-Ferri-Fluoro-Hornblende, Magnesio-Fluoro-Hastingsit, Magnesio-Hastingsit, Magnesio-Hornblende, Oxo-Magnesio-Hastingsit, Pargasit, Parvo-Manganotremolit, Sadanagait, Tremolit und Tschermakit sowie den bisher als hypothetische Minerale geltenden Ferri-Sadanagait, Ferro-Sadanagait, Ferro-Ferri-Tschermakit und den inzwischen diskreditierten Mineralen Magnesio-Sadanagait und Parvo-Mangano-Edenit die Gruppe der „Ca2-Amphibole“ mit der Systemnummer VIII/F.10 bildet.
Die von der International Mineralogical Association (IMA) zuletzt 2009 aktualisierte 9. Auflage der Strunz’schen Mineralsystematik ordnet den Fluoro-Edenit in die erweiterte Klasse der „Silikate und Germanate“, dort aber ebenfalls in die Abteilung der „Ketten- und Bandsilikate (Inosilikate)“ ein. Diese ist allerdings weiter unterteilt nach der Struktur der Silikatketten bzw. -bänder sowie der Zuordnung in verwandte Mineralfamilien, so dass das Mineral entsprechend seiner Zusammensetzung in der Unterabteilung „Ketten- und Bandsilikate mit 2-periodischen Doppelketten, Si4O11; Amphibol-Familie, Klinoamphibole“ zu finden ist, wo es zusammen mit Aktinolith, Kalium-Chloro-Hastingsit, Edenit, Klino-Ferro-Ferri-Holmquistit, Ferro-Aktinolith, Ferro-Edenit, Ferro-Hornblende, Ferro-Pargasit, Ferro-Tschermakit, Fluoro-Cannilloit, Magnesio-Fluoro-Hastingsit, Fluoro-Pargasit, Hastingsit, Joesmithit, Kaersutit, Kalium-Chloro-Pargasit, Kalium-Ferro-Ferri-Sadanagait, Kalium-Ferro-Pargasit, Kalium-Fluoro-Hastingsit, Kalium-Hastingsit, Kalium-Magnesio-Hastingsit, Kalium-Pargasit, Kalium-Sadanagait, Magnesio-Hastingsit, Magnesio-Hornblende, Pargasit, Sadanagait, Tremolit und Tschermakit die „Ca-Klinoamphibole, Tremolitgruppe“ mit der Systemnummer 9.DE.10 bildet.
In der vorwiegend im englischen Sprachraum gebräuchlichen Systematik der Minerale nach Dana hat Fluoro-Edenit die System- und Mineralnummer 66.01.03a.10a. Auch hier entspricht dies der Klasse der „Silikate“ und dort der Abteilung „Kettensilikate: Doppelte unverzweigte Ketten, W=2“, wo das Mineral zusammen mit Tremolit, Aktinolith, Ferro-Aktinolith, Magnesio-Hornblende, Ferro-Hornblende, Tschermakit, Ferro-Tschermakit, Edenit, Ferro-Edenit, Pargasit, Kalium-Pargasit, Ferro-Pargasit, Kalium-Chloropargasit, Kalium-Ferro-Pargasit, Magnesio-Hastingsit, Hastingsit, Kalium-Chlorohastingsit, Fluoro-Magnesiohastingsit, Kalium-Magnesiohastingsit, Chloro-Kaliumhastingsit, Fluoro-Kaliumhastingsit, Sadanagait, Kalium-Sadanagait, Kalium-Ferri-Sadanagait, Kaersutit und Fluoro-Cannilloit eine die „Gruppe 2, Calcium-Amphibole“ mit der Systemnummer 66.01.03a innerhalb der Unterabteilung „Kettensilikate: Doppelte unverzweigte Ketten, W=2 Amphibol-Konfiguration“ zu finden ist.

## Kristallstruktur
Fluoro-Edenit kristallisiert in der monoklinen Raumgruppe C2/m (Raumgruppen-Nr. 12) mit den Gitterparametern a = 9,847(2) Å; b = 18,017(3) Å; c = 5,268(2) Å und β = 104,84(2)° sowie zwei Formeleinheiten pro Elementarzelle.

## Regulierung
Über den Safe Drinking Water and Toxic Enforcement Act of 1986 besteht in Kalifornien seit dem 17. November 2023 eine Kennzeichnungspflicht für Produkte, die Fluoredenit fasrige Amphibole enthalten.